# Walter Ideal
Walter Ideal byl posledním nákladním automobilem, který ve 30. letech 20. století vyráběla společnost Walter. Byl představen veřejnosti v roce 1934 společně s nákladními automobily Walter Diesel 3t a Walter W 1500. Poháněl ho nejsilnější šestiválec OHV z jinonické líhně a nosnost tohoto automobilu byla až 5,0 tun.

## Vznik a vývoj

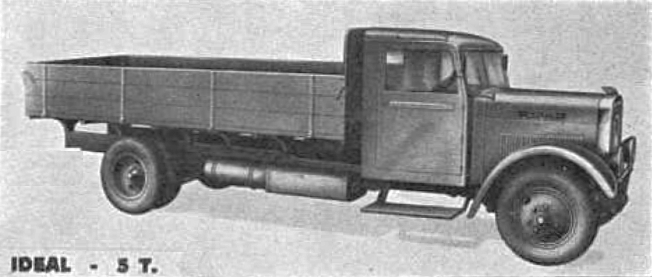
Walter Ideal 5 t, valník (1935)

Užitkové vozy (nákladní automobily, tahače, cisterny, hasičské vozy a autobusy) firma Walter a spol. vyráběla po celé meziválečném období. V roce 1934 jinonická továrna vyráběla 5 typů osobních (Bijou, Junior, Princ, Lord, Regent) a 7 typů nákladních automobilů (PN, Comercial, FNA, Diesel 3t a 5t, Universal a W 1500). To představovalo nejširší a nejkomplexnější nabídku užitkových automobilů s nosností od 1,5 do 6,2 tuny v celém meziválečném období. Z užitkových automobilů Walter v Československu přihlášených k provozu v roce 1933 bylo 757 nákladních, 527 autobusů, 8 sanitek, 6 čisticích a kropicích vozů, 30 hasičských a 19 speciálních automobilů. Jako poslední se k této řadě v roce 1934 připojil Walter Ideal, představený na 24. mezinárodní výstavě automobilů v Praze, která se konala v dubnu na pražském výstavišti. Byl to bezesporu nejsilnější nákladní automobil továrny Walter. Na autosalonu představený valník Ideal byl vybaven motorem o objemu válců 5,8 l a výkonu 55 kW (75 k), s nímž dosahoval maximální rychlosti 65-75 km/h.
Osobní a užitkové automobily Walter se vyráběly až do roku 1936. V říjnu 1936 po dlouhých letech neměla jinonická továrna expozici na pražském autosalonu, byť v "komuniké" zmíněném v Národních listech se uvádělo vyjádření Antonína Kumpery (generální ředitel Walter): "Letos na výstavě chybí továrna Walter, která nevynechala jediné naší výstavy. Až letos se k tomu musela odhodlati, neboť věnuje všechny své síly výrobě leteckých motorů. Její nepřítomnost jest jen dočasná, neboť továrna v automobilismu zůstává a je odhodlána věnovat se mu s plnou energií, jakmile bude moci uvolnit své síly."  "Pravdivost" tohoto tiskového prohlášení potvrdily hned v listopadovém čísle magazínu Auto dvě krátké zprávy. Ing. Vladimír Balcar, dlouholetý konstruktér karosérií Walter, podal výpověď a přešel do továrny Aero. Na 19.-21. listopadu vyhlásila společnost Walter veřejnou dražbu 60 osobních, nákladních a dodávkových automobilů, která se pak konala v Praze, v ulici U Měšťanského pivovaru čp. 799. K naplnění zmíněného "komuniké" nedošlo a rokem 1937 se historie automobilů Walter uzavřela.

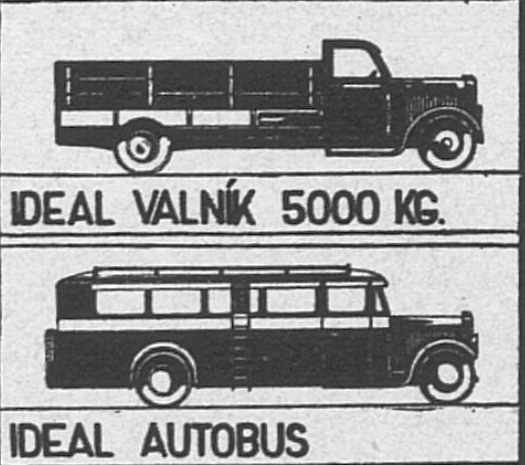
Walter Ideal (valník, autobus)

## Motor
Motor automobilu Ideal neměl v řadě benzínových motorů Walter žádného předchůdce, na rozdíl od užitkových vozů Walter PN (WIZI, P), Walter Commercial (4-B), Walter Universal (Super 6, Regent). Zde se jednalo o zbrusu nový motor, který vyprojektoval hlavní konstruktér ing. František Barvitius.
Šestiválcový zážehový řadový motor s rozvodem OHV měl vrtání válců 98 mm a zdvih 128 mm, což dávalo úctyhodný objem válců 5793 cm³. Motor dosahoval výkonu 55 kW (75 k).
Kliková skříň byla odlita z hliníkové slitiny. Hliníkové byly i písty Bohnalite (s invarovými vložkami). Klikový hřídel (6x zalomený) s tlumičem torzních kmitů byl staticky a dynamicky vyvážen a uložen v sedmi ložiscích. Byl vyroben z oceli Poldi Vitrix Cr-Ni-Mo (W), která se v tom období standardně používala na klikové, zalomené a drážkované hřídele Walter. Ojnice v profilu H byly zhotoveny z chromniklové oceli. Chlazení bylo vodní, s nuceným oběhem a s automatickou regulací teploty (regulace žaluzií před chladičem); mazání motoru tlakové, oběžné, s filtrem oleje. Transport paliva ke karburátoru Solex zabezpečovalo benzínové čerpadlo.

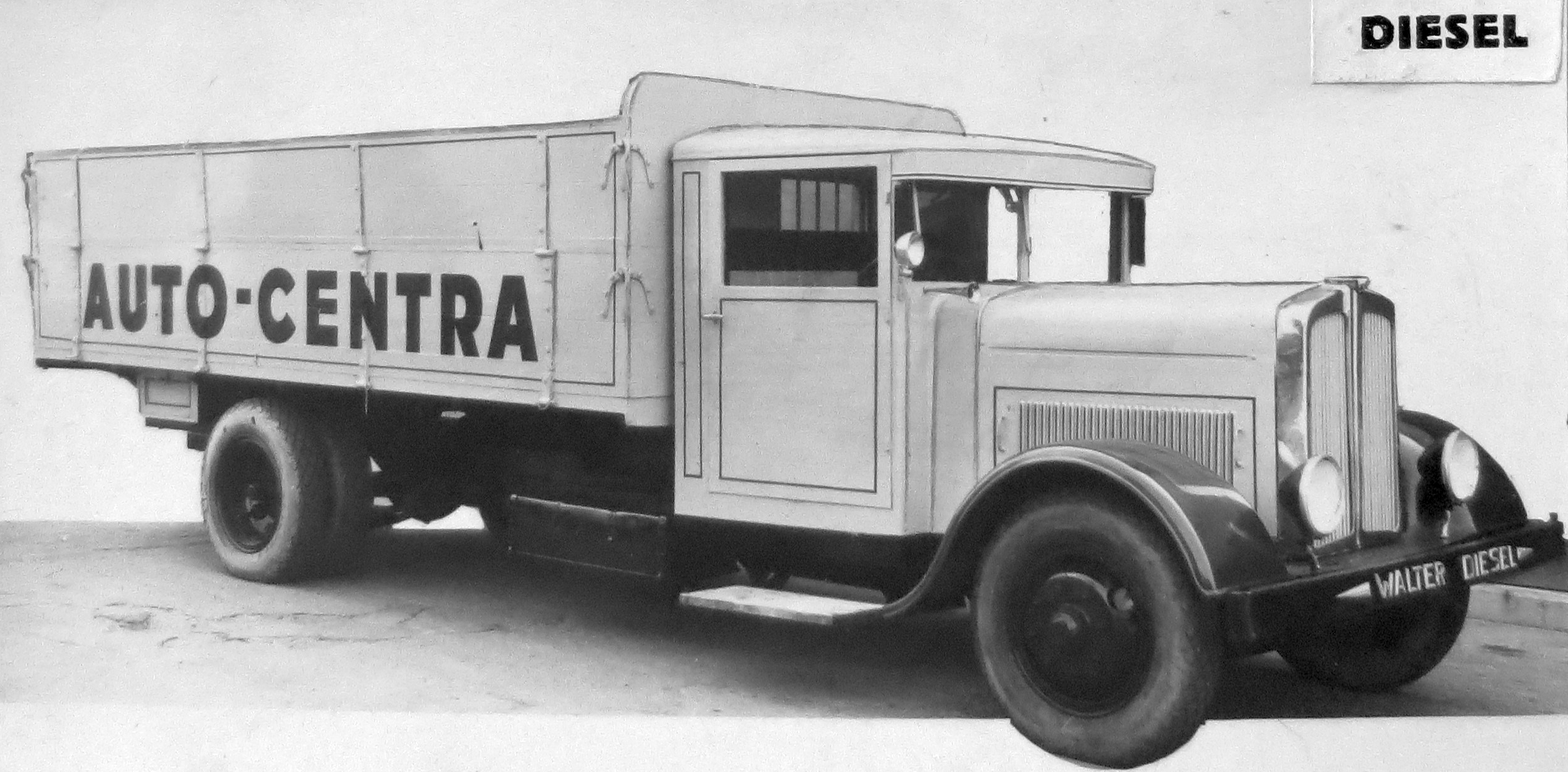
Walter Diesel 5 t na stejném podvozku jako Walter Ideal

## Podvozek
Walter Ideal měl nízký, robustní rám (stejný jako Walter Diesel 5t) s kapalinovými brzdami Lockheed na všechna 4 kola a se servo-mechanismem Bosch-Dewandre. Lehké sešlápnutí pedálu vyvolalo progresivní brzdění, které působilo na brzděná kola zcela stejnoměrně a vylučovalo možnost smyku na kluzkém povrchu. Dvounápravový vůz měl klasický obdélníkový rám s tuhými nápravami, odpérovanými listovými péry s hydraulickými tlumiči. U zadní, nosné osy byla střední kola hnaná konickým soukolím se spirálovým ozubením Gleason a diferenciálem. Šnekové řízení bylo standardně na pravé straně. Čtyřstupňová převodovka (4+Z) přenášela přes vícelamelovou, kotoučovou spojku a kardanův hřídel kroutící moment na zadní hnanou nápravu. 
Rozchod vpředu 1746 mm, vzadu 1685 mm, rozvor 4800 mm a hmotnost šasi 3000 kg. Rozměr pneumatik 34x7“ na diskových kolech, vpředu jednoduchá, vzadu dvojitá. Celkové rozměry: délka 7000 mm, šířka 2300 mm.

## Karoserie
Walter Ideal byl nabízen jako valník, i když existovala možnost objednat si ho i jako autobus. Valníkové nástavby patřily k těm základním, nejjednodušším. Využívaly se především při přepravě odolného nebo dobře zabaleného zboží. Vozidla měla často úpravu pro zakrytí ložné plochy plachtou. Plachta bývala natažena na demontovatelné konstrukci, aby mohlo být stejné vozidlo používáno jak s plachtou, tak bez ní. Obě postranice a zadní stěna ložné plochy byly sklápěcí. Kabina pojala 3 osoby. Valník dosahoval rychlosti až 65 km/h.

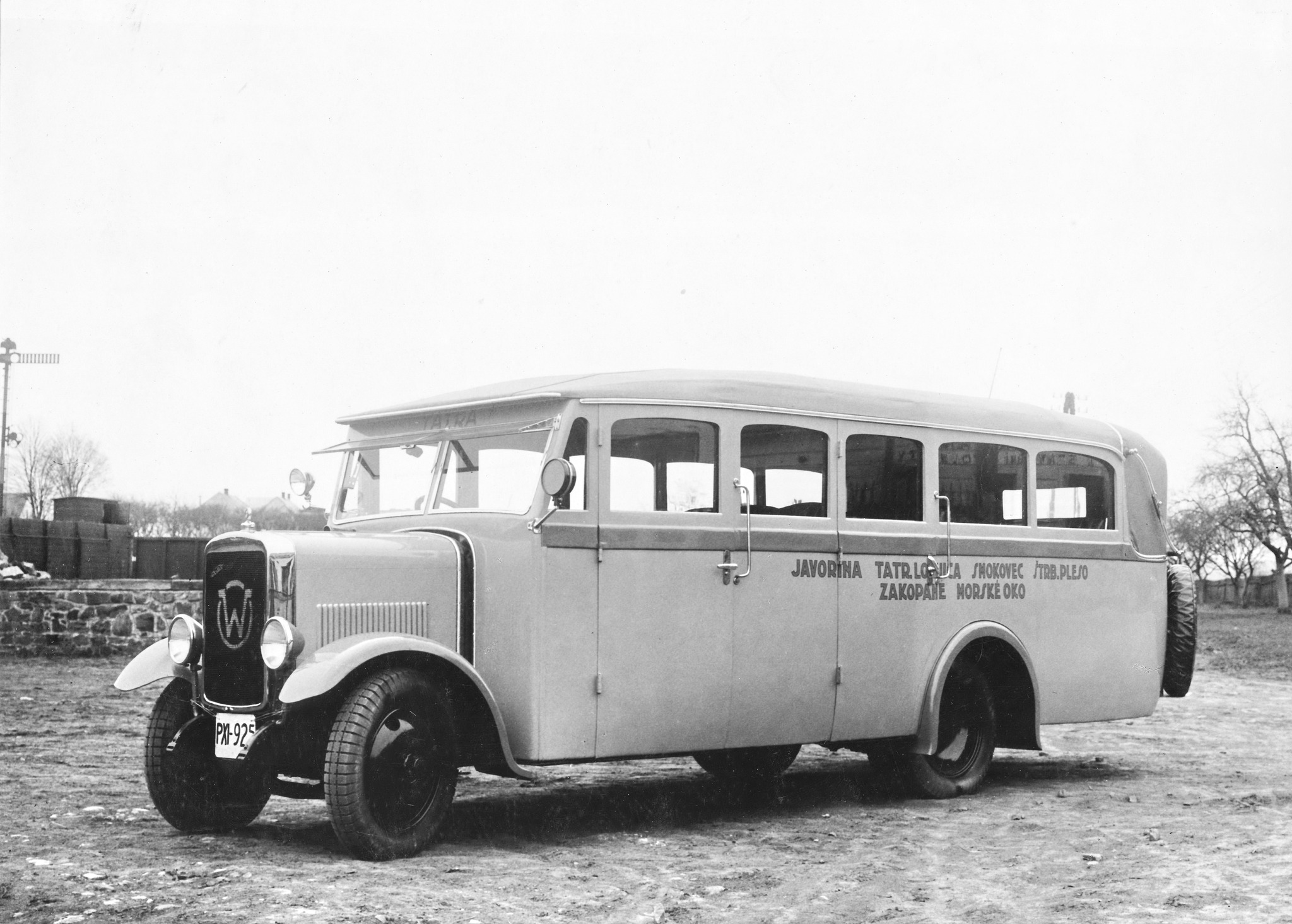
Walter Ideal s karoserií od fy. Lepil Rousínov pro slovenského dopravce v Tatrách

Autobusová karoserie až pro 50 osob měla dvoje nástupní/výstupní dveře, vpředu i vzadu. Autobus byl specifikován jako "ideální" pro rychlou dálkovou dopravu s největším pohodlím a dosahoval rychlosti 65 km/h. Pro slovenského dopravce, který provozoval autobusovou dopravu v Tatrách (Javorina, Tatranská Lomnica, Smokovec, Štrbské pleso, Zakopane, Morskie oko), karosovala jeden Walter Ideal firma bratří Lepilů z Rousínova.
Valník Walter Ideal se prodával v roce 1934 za 94 000 Kč, o rok později za 79 000 Kč a s autobusovou karosérií pro 40-50 osob za 99 000 Kč (1935).